# Sony Xperia C
Il Sony Xperia C è uno smartphone Android progettato e prodotto da Sony. Presentato al Mobile Asia Expo di Shanghai nel mese di giugno 2013, il telefono è stato destinato al mercato cinese. È stato messo in commercio nel mese di luglio 2013. Nonostante la sua disponibilità limitata, Xperia C ha venduto molto bene, ottenendo un milione di unità vendute nei primi 3 mesi dopo la sua messa in commercio.
Il successore, il Sony Xperia C3, è stato annunciato nel luglio 2014. È stato commercializzato nel mese di agosto 2014.

## Design
Simile al Sony Xperia Z, l'Xperia C ha una costruzione rettangolare con, secondo Sony, un design "Omni-Balance", che si concentra su una costruzione bilanciata e simmetrica in tutte le direzioni. L'Xperia C ha i bordi arrotondati invece di un chassis in vetro, ed è dotato di un coperchio posteriore soft-touch che avvolge completamente i lati e il retro del telefono. Simile al Sony Ericsson Xperia Arc il retro dell'Xperia C è leggermente curvo e si assottiglia verso il basso per essere più sottile al centro.

## Specifiche

### Hardware
Con dimensioni di 141.5 x 74.2 x 8.9 mm, l'Xperia C dispone di un display TFT da 5 pollici con una risoluzione di 960 x 540 con una densità di 220 dpi. Il display del dispositivo supporta il multi-touch fino a 5 dita e ha una pellicola antischegge di Sony applicata sul display che impedisce ai pezzi di vetro del display di cadere se il display va in frantumi. Il telefono ha inoltre una fotocamera posteriore da 8 megapixel con il sensore Sony Exmor R in grado di effettuare lo zoom digitale 4x, l'auto-focus, il riconoscimento facciale, lo Sweep Panorama, ed è anche in grado di registrare video in modalità full-HD (1080p). Il dispositivo ha inoltre una fotocamera frontale da 0.3-megapixel VGA. L'Xperia C possiede un processore MediaTek MTK6589 quad-core con clock a 1.2 GHz (rendendo il Sony Xperia C il primo smartphone di Sony ad alimentato da un SoC MediaTek), una GPU PowerVR SGX544 con clocka  286 MHz con 1 GB di RAM e 4GB di memoria interna con 1.2 GB disponibili per l'utente espandibile tramite microSD fino a 32 GB. Il Sony Xperia C è inoltre uno smartphone dual SIM. Il primo slot SIM supporta le reti WCDMA e dati cellulare mentre il secondo slot SIM supporta solo le reti 2G che è destinato per una scheda SIM secondaria o estera.

### Software
Il Sony Xperia C ha preinstallato Android 4.2.2 Jelly Bean con launcher Sony personalizzato con alcune aggiunte degne di nota al software quali la radio FM con RDS e le applicazioni multimediali di Sony – Walkman, Album e Movies. Il dispositivo non supporta l'NFC che permette di rispecchiare ciò che è sullo smartphone a televisori compatibili o riprodurre musica su un altoparlante wireless NFC semplicemente con "un tocco". Tuttavia, il telefono supporta lo screen mirroring Miracast. Inoltre, il telefono include la modalità stamina che aumenta il tempo di standby del telefono fino a 4 volte. Diverse applicazioni Google (come Google Chrome, Google Play, Google search (with voice), Google Maps e Hangouts) sono già preinstallate nel telefono.